# Douluo dalu
Douluo dalu (斗罗大陆S, Dòu luō dàlùP; titolo internazionale Douluo Continent) è una serie televisiva cinese trasmessa su Tencent Video e CCTV dal 5 febbraio 2021.

## Trama
Dopo aver perso sua madre, Tang San e suo padre dipendevano l'uno dall'altro per sopravvivere. Poiché ha dovuto sopportare pesanti fardelli fin dall'infanzia, Tang San è cresciuto meticolosamente e maturo per la sua età. Tang San ha risvegliato i suoi poteri quando aveva sei anni ed è stato mandato in un'accademia per la formazione. Diventa un discepolo di Yu Xiaogang e si prende cura dell'orfana Xiao Wu come suo fratello maggiore. Per migliorare il loro potere dell'anima, Yu Xiaogang li manda all'Accademia Shrek dove insieme ad altri cinque geni, vengono a formare i Shrek Seven Devils. Man mano che acquisiscono fama, sorgono conflitti tra Shrek Seven Devils e studenti di altre accademie. I giovani eroi vengono involontariamente coinvolti nella lotta per il potere imperiale tra il primo principe Xue Qinhe e il quarto principe Xue Beng. Nel frattempo, Tang San scopre il colpevole che ha ucciso sua madre e il loro complotto segreto per distruggere le nazioni. Per impedire loro di avere successo, Tang San riunisce alleati per combattere una guerra difficile.

## Personaggi
- Tang San, interpretato da Xiao Zhan e Han Hao Lin (da giovane)
- Xiao Wu, interpretata da Wu Xuanyi
- Dai Mubai, interpretato da Gao Taiyu
- Zhu Zhuqing , interpretata da Liu Meitong
- Ou Si Ke, interpretato da Liu Runnan
- Ning Rongrong, interpretata da Ding Xiaoying
- Ma Hongjun, interpretato da Ao Ziyi
- Yu Xiaogang/Gran maestro, interpretato da Calvin Chen
- Fei Lande, interpretato da Qiu Xinzhi
- Liu Erlong, interpretato da Zhang Wen
- Tang Hao, interpretato da Zhong Zentao